# Боренже, Ришар
Риша́р Боренже́ (фр. Richard Bohringer; род. 1942) — французский актёр театра и кино, певец и литератор.

## Биография
Ришар Боренже родился 16 января 1942 г. в Мулене, департамент Алье. Сын офицера вермахта и француженки, встречавшейся с ним в годы Второй мировой войны. В юности жил преимущественно в Сен-Жермен-де-Пре. Тогда же начал писать, затем под влиянием друга — режиссёра Мишеля Одиара — занялся сценарной деятельностью. Несколько лет пробыл в Нью-Йорке, ведя беспорядочный образ жизни. Вернувшись во Францию, начинает выступать в роли барда-певца. В 1960-х начинается его актёрская карьера. Первую роль в театре он сыграл в «Жирафах» (режиссёр Клод Лелуш), первую роль в кино — у Жерара Браша в «Доме» (1970).
В 1981 г. вышел фильм «Дива» Жан-Жака Бенекса, где Боренже сыграл роль импозантного таинственного незнакомца, принёсшую ему по-настоящему широкую известность. Затем последовали «брутальные» роли в фильмах «Опасность в доме» Мишеля Девиля, «Расчёт» Дени Амара (за роль в этой криминальной драме Боренже получил свою первую премию «Сезара» в 1985 г.), «Агент-смутьян» Жан-Пьера Моки.
«Сезар» за главную роль актёр получил в 1988 г. за роль в «Большой дороге» Жан-Лу Юбера. Сейчас Боренже входит в пятёрку наиболее значительных актёров Франции.
Среди других значительных фильмов с участием актёра — «Подземка» Люка Бессона, «Повар, вор, его жена и её любовник» Питера Гринуэя.
Дочь актёра Роман Боренже (р. 1973) также избрала актёрскую карьеру. Вместе они сыграли в фильмах «Камикадзе» и «Аккомпаниаторша».

## Фильмография
- 1972: Итальянец с розами / L’Italien des roses
- 1972: Прекрасная маска / Beau masque / Handsome face
- 1973: Наказание / La Punition
- 1974: Дождь всегда идет там, где мокро / Il pleut toujours ou c’est mouillé
- 1975: Конкистадоры / Les conquistadores
- 1977: Чудовище / Stuntwoman / L'Animal — ассистент Серджо
- 1978: Мартен и Леа / Martin et Léa
- 1980: Бум (реж. Клод Пиното)
- 1980: Недоумки на экзаменах / Les sous-doués
- 1980: Последнее метро / Le dernier métro
- 1981: Хипповая тусовка / Les Babas cool
- 1981: Дива / Diva
- 1982: Одни и другие / Болеро / Те и другие (Boléro / Les uns et les autres)
- 1982: День расплаты / Le Grand Pardon
- 1982: Я вышла замуж за тень (J’ai épousé une ombre / I married a shadow)
- 1983: Крабы, подъём! Прилив идет! (Debout les crabes, la mer monte!)
- 1983: Судьба Жюльетт (Le destin de Juliette)
- 1983: Шальные годы твиста (Les folles années du twist)
- 1983: Следователь (Le juge)
- 1983: Каналья (Cap Canaille)
- 1983: Транзит (Transit)
- 1983: Гаже некуда (La bête noire)
- 1983: Дьявол и дама (El diablo y la dama)
- 1983: Мыс Каналья / Cap Canaille
- 1984: Соль на коже (Du sel sur la peau)
- 1984: Чужой / Непрошеная гостья (L’Intrus)
- 1984: Привязанность / L’Addition
- 1985: Опасность в доме / Péril en la demeure
- 1985: Подземка (Subway)
- 1985: Сто франков любви (Cent francs l’amour)
- 1985: Дизель (Diesel)
- 1985: Золотое дно (Le pactole)
- 1985: Расчет (L’addition / Abrechnung)
- 1986: Теневой склон (Ubac)
- 1986: Ублюдок / Ничтожество (Le Paltoquet)
- 1986: Камикадзе (Kamikaze)
- 1986: Незнакомка из Вены (L’inconnue de Vienne)
- 1987: Швейцарское безумие (Folie suisse)
- 1987: Агент-смутьян (Agent Trouble)
- 1987: Сезоны удовольствий (Les saisons du plaisir/ The seasons of pleasure)
- 1987: Большая дорога (Le grand chemin / The grand highway)
- 1987: Флаг (Flag)
- 1988: После войны (Après la guerre)
- 1988: Налево от лифта (A gauche en sortant de l’ascenseur)
- 1988: Ночь океана (La Nuit de l’océan)
- 1988: Пьяница / Пресыщение (La Soule)
- 1988: Ада в джунглях (Ada dans la jungle/Ada in the jungle)
- 1989: История о парнях и девушках (Storia di ragazzi e di ragazze)
- 1989: Повар, вор, его жена и её любовник (Cook, the thief, his wife & her lover, The)
- 1989: Марат (Marat)
- 1990: Стан-эксгибиционист (Stan the flasher)
- 1990: Галантные дамы / Dames galantes (реж. Жан-Шарль Таккелла), экранизация «Жизнеописаний галантных дам»
- 1991: Замечательная эпоха (Une époque formidable)
- 1991: Верас (Veraz)
- 1991: Белая королева / La Reine blanche
- 1992: Исповедь чокнутого (Confessions d’un barjo)
- 1992: Город на продажу (Ville à vendre)
- 1992: Аккомпаниаторша (L’accompagnatrice)
- 1993: Танго (Tango)
- 1994: Аромат Ивонн / Le Parfum d’Yvonne
- 1994: Улыбка / Le Sourire
- 1994: Свет умерших звезд (La Lumiere des étoiles mortes)
- 1994: Крик сердца (Cri du coeur, Le / The heart’s cry)
- 1995: Бог, любовник моей матери и сын колбасника (Dieu, l’amant de ma mère et le fils du charcutier)
- 1995: Удачный удар (Lucky Punch) —
- 1996: Непредсказуемая природа реки / Les Caprices d’un fleuve
- 1996: Тико Мун (Tykho Moon)
- 1997: Рецепт от бедности / La Vérité si je mens ! / Would I Lie To You?
- 1997: Шарака Бо (Saraka bo)
- 1998: Как зверь (Comme une bête)
- 1998: Средиземноморцы / Непокорный (Méditerranées / Unruly)
- 1999: Рембрандт (Rembrandt)
- 1999: Пять минут (Cinq minutes de détente)
- 2000: Грязные делишки / Плохие манеры (Mauvais genre)
- 2002: В поисках счастья (Poil de Carotte à la recherche du bonheur)
- 2002: Весь Хеопс (Total Kheops)
- 2003: Ограбление по-французски (Crime Spree/ Wanted)
- 2003: Обжора (L’Outremangeur)
- 2008: Адмиралъ — генерал Жаннен
- 2009 — Адмиралъ — генерал Жаннен
- 2013 — История любви —
- 2013 — Рыжий лис — Шарль Сенак
- 2015 — Лазурный берег —
- 2018 — Болезнь в воскресенье — Матье
- 2020 — Их было десять —